# 蓋斯峰 (羅薩利亞山)
47°41′46″N 16°20′11″E / 47.69611°N 16.33639°E
蓋斯峰（德語：Geißspitz），是奧地利的山峰，位於該國東部，由布爾根蘭州負責管轄，屬於羅薩利亞山的一部分，處於弗爾希滕施泰因和馬特斯堡附近，海拔高度565米。